# パズニック
『パズニック』（Puzznic）は、タイトーが開発し、1989年に稼働したアーケード用の固定画面型パズルゲームである。
画面内にある同じ色のブロックを接触させる事で消去していくタイプのゲームとなっている。
1990年にはPCエンジン、ゲームボーイ、ファミリーコンピュータなどの家庭用ゲーム機あるいは携帯用ゲーム機に移植された他、日本国内ではX68000、PC-9801、FM TOWNSに、欧州ではAmiga、Amstrad CPC、Atari ST、コモドール64、ZX Spectrumに、北米ではPC/AT互換機に、韓国ではMSXなど各種パソコンにも移植された。
2001年にはPlayStationに移植された他、2002年にiアプリ、2003年にezplus、2005年にEZアプリ (BREW)、2006年にVアプリと各種携帯キャリアにも移植され配信された。
イギリスのゲーム誌『Amiga Power』の「best game of all time」では第34位を獲得した。

## 概要
各面は、落ちものパズルゲームのようなサイドビューの固定画面で構成されており、複雑な地形の上に何種類かのブロックが積まれている。
プレイヤーは、画面内のブロックにカーソルを合わせて、そのブロックを横方向に好きなだけスライドさせることができる。ブロックを床のないところにスライドさせると、ブロックは下に落ちる。この状況で、同じ種類のブロックを2個以上接触させると消えるので、画面内の全てのブロックを消すとステージクリア。落ちものパズルと同様、ブロックを消したときに落ちてきたブロックが続けて消えた場合は連鎖となり、高得点が得られる。
同じ種類のブロックが奇数個存在する場合、全部をペアにして消していくとクリアできない（3個同時消しが必要）のがゲームのポイント。
手詰まりとなった場合、2回まで「リトライ」ができ、パズルを最初からやり直せる（店舗設定により回数の変更が可能なほか、リトライで制限時間も回復する設定、やり直しではなく1手戻し機能になる設定がある）。さらに、標準設定では無効だが、店舗設定で有効にすると、任意のブロック1個を破壊できる「爆弾」を2回まで使用できる。
制限時間内にクリアできなかった場合や、リトライや爆弾を使い切って特定の種類ブロックが1個だけ残った（クリア不可能と判定された）場合は、ゲームオーバーとなる。コンティニューは無制限に可能。
アーケード版では、パズルはレベル1～8まで用意されている。各レベルにはパズル問題 (PROBLEM) が4問ずつあり、順番にすべてクリアすると次のレベルに進む。ダライアスのように、先のレベルに行くにつれてルート分岐するシステムになっており、各レベルには、4問✕レベル数分の問題が用意されている (全144問)。ゲームスタート時、レベル1～3から好きな開始位置を選択できる。レベル8をクリアしてもエンディングにはならず、同じレベル8の別ルートの1問目から出題される繰り返しとなり、制限時間が徐々に短くなっていく（1秒の減少が速くなる）。最終的には、制限時間がクリア不可能な短さになることでゲームを終えることになる。
アーケード版は面クリアごとに残り時間に応じて背景のレンガが部分的に崩れていき、ヌードの女性のグラフィックが表示されるという脱衣要素がある（店舗設定で表示なしも可）。すべてのレンガを崩すと、次のパズルでレンガが元に戻り、別の女性が登場する（10人が順番に登場、以降1人目に戻る）。家庭用ハードへの移植版では、（脱衣要素のない）アニメ調の女の子のグラフィックが一定ステージをクリアする毎に表示される仕様となった。
アーケード版の開発中バージョンでは『タイムギャル』のレイカなどの（脱衣要素のない）かわいいアニメ絵のグラフィックが隠れていたが、諸事情により実写調のヌードに差し替えられた。

## 移植版
| No. | タイトル          | 発売日                                     | 対応機種                                            | 開発元             | 発売元                                                          | メディア                                 | 型式                             | 備考 | 出典   |
| --- | ----------------- | ------------------------------------------ | --------------------------------------------------- | ------------------ | --------------------------------------------------------------- | ---------------------------------------- | -------------------------------- | ---- | ------ |
| 1   | パズニック        | 1990年5月25日                              | X68000 PC-9801                                      | ブローダーバンド   | ブローダーバンド                                                | 5.25インチ2HDフロッピーディスク          | -                                |      |        |
| 2   | パズニック        | 1990年6月29日                              | PCエンジン                                          | タイトー           | タイトー                                                        | 2メガビットHuCARD                        | TP02011                          |      |        |
| 3   | パズニック        | 1990年7月1日                               | FM TOWNS                                            | ビング             | ビング                                                          | CD-ROM                                   |                                  |      |        |
| 4   | パズニック        | 1990年8月31日                              | ゲームボーイ                                        | タイトー           | タイトー                                                        | 512キロビットロムカセット                | DMG-PZA                          |      |        |
| 6   | Puzznic           | 1990年                                     | Amiga Amstrad CPC Atari ST コモドール64 ZX Spectrum | Software Creations | Ocean Software                                                  | フロッピーディスク カセットテープ        | -                                |      |        |
| 7   | Puzznic           | 1990年                                     | PC/AT互換機                                         | Banana Development | タイトーアメリカ                                                | フロッピーディスク                       | -                                |      |        |
| 8   | パズニック        | 1990年11月 1991年7月19日                   | ファミリーコンピュータ                              | タイトー           | タイトーアメリカ アイ・ジー・エス                               | 512キロビットロムカセット                | IGS-9U NES-ZP-USA                |      |        |
| 9   | パズニック        | 2001年3月22日 2002年12月13日 2003年5月15日 | PlayStation                                         | アルトロン         | アルトロン Midas Interactive Entertainment Mud Duck Productions | CD-ROM                                   | SLPS-03163 SLES-03915 SLUS-01492 |      |        |
| 10  | パズニック        | 2002年12月16日                             | iアプリ                                             | タイトー           | タイトー                                                        | ダウンロード （G@meパーク）              | -                                |      | [ 7 ]  |
| 11  | パズニック        | 2003年1月15日                              | ezplus対応機種 （EZアプリ）                         | タイトー           | タイトー                                                        | ダウンロード （タイトーゲームエキスポ）  | -                                |      | [ 8 ]  |
| 12  | パズニック        | 2005年8月25日                              | BREW対応機種 （EZアプリ）                           | タイトー           | タイトー                                                        | ダウンロード （タイトーゲームエキスポ）  | -                                |      | [ 9 ]  |
| 13  | パズニックDX EASY | 2006年7月3日                               | ボーダフォンライブ! （Vアプリ）                     | タイトー           | タイトー                                                        | ダウンロード （ウリキリゲーム♪タイトー） | -                                |      | [ 10 ] |

X68000版
PC-9801版
- ブローダーバンドより発売。基本ルールとステージ構成はアーケード版そのままで、レンガに隠された女の子のグラフィックが脱衣要素のないオリジナルのキャラクターイラストに、BGMがオリジナル曲に変更されている。ブロックの挙動や消滅判定のタイミングにアーケード版や他機種版と若干異なる点がある。

PCエンジン版
- 1面ずつパズルを解いていく通常モードのほか、湧いてくるブロックを落ちものパズルの要領でひたすら消し続けていくアレンジモードが追加された。
- 通常モードではパスワードコンティニューが可能。4面クリアごとにパスワードが表示される方式で、そのパスワード表示画面にて女の子のグラフィックが表示される。表示される女の子にはタイトーの『奇々怪界』の小夜ちゃんや、『タイムギャル』のレイカなども出演していた。
- アーケード版同様にルート分岐のあるシステムだが、レベル1～8すべてに8ルート✕4問が用意され、問題数が大幅に拡充されている。レベル8をクリアするとエンディングとなるが、パスワードで継続することで通らなかったルートを追加でクリアできる。すべてをクリアすると、超難問の「エキスパートラウンド」全10問に挑戦でき、クリアすると別のエンディングが見られる。
- 背景とブロックの柄が複数パターン用意されており、レベルごとに変化するようになった。

FM TOWNS版
- アーケード版を忠実に移植。
- 移植版としては唯一、脱衣要素も同じグラフィックで忠実に移植している（アーケード版同様、設定で脱衣表示なしに変更可能）。
- 爆弾の要素も移植されている（アーケード版同様、設定でなしに変更可能。初期設定では爆弾あり）。
- エディットモードを搭載しており、任意のブロック配置のパズルを作成して楽しめる。

ゲームボーイ版
- ゲームオーバー（制限時間やリトライ回数制限）が撤廃され、上下左右に動くブロックの廃止など仕様変更がされている。PCエンジン版と同じくパスワードを採用しているが、人名だったり前後のパスワードと繋がった長い文章だったりと趣向が凝らされている。
- 10ステージをクリアする毎に女の子のグラフィック (全6種類) が表示される。ただし、リトライを10回以内に留める必要があり、パスワードコンティニューする女の子のイラストも最初の1人目に戻されるという制限があった。
- ルート分岐はなく、全128ステージ。

ファミリーコンピュータ版
- 海外では1990年にタイトーアメリカより、日本では1991年7月19日にアイ・ジー・エスより発売。
- パズニックモードのほかに、ブロックを動かすかわりに重力の方向を変更してクリアしていく、新規ルールの「グラブニック」というモードが入っている。
- ゲームの合間にキャラクターのグラフィックなどが表示される要素はなくなっているが、日本版では全ステージクリアをすると女の子のグラフィックが表示された（海外版では簡単なメッセージが表示されるのみ）。
- ルート分岐はなくなり、1レベルあたり10問、バズニックは全16レベル (160問)、グラブニックは全8レベル (80問) となった。ポーズ中やゲームオーバー時に表示されるパスワードで継続可能。

プレイステーション版
- 2001年3月22日にアルトロンから発売。収録ステージ数は全288面。ゲームシステムやグラフィックが大幅にリニューアルされている。ファンタジックなキャラクターの登場するストーリーモードや、ステージを自由に選択できるフリーモードがある。

携帯アプリ版
- 2002年、2005年、2006年に各機種版がタイトーから発売されている。

## 評価
PCエンジン版
ゲーム誌『ファミコン通信』の「クロスレビュー」では合計25点（満40点）、『月刊PCエンジン』では80・85・85・85・80の平均83点、『PC Engine FAN』の読者投票による「ゲーム通信簿」での評価は以下の通り、合計21.89点（満30点）となっている。また、この得点はPCエンジン全ソフトの中で171位（485本中、1993年時点）となっている。
| 項目 | キャラクタ | 音楽 | 操作性 | 熱中度 | お買得度 | オリジナリティ | 総合  |
| 得点 | 3.93       | 3.40 | 3.47   | 4.00   | 3.41     | 3.69           | 21.89 |
ゲームボーイ版
ゲーム誌『ファミコン通信』の「クロスレビュー」では合計24点（満40点）、『ファミリーコンピュータMagazine』の読者投票による「ゲーム通信簿」での評価は以下の通りとなっており、16.75点（満30点）となっている。また、同雑誌1991年5月24日号特別付録の「ゲームボーイ オールカタログ」では「アーケード、PCエンジンでも同タイトルで出ていたが、ゲームボーイ版では、動く床などの一部のキャラクタが排除されているのが残念だ」と、他機種版よりスケールダウンされた事に関して否定的なコメントで紹介されている。
| 項目 | キャラクタ | 音楽 | 操作性 | 熱中度 | お買得度 | オリジナリティ | 総合  |
| 得点 | 2.73       | 2.75 | 2.87   | 2.80   | 2.77     | 2.83           | 16.75 |
ファミリーコンピュータ版
ゲーム誌『ファミコン通信』の「クロスレビュー」では合計22点（満40点）、『ファミリーコンピュータMagazine』の読者投票による「ゲーム通信簿」での評価は以下の通りとなっており、19.1点（満30点）となっている。
| 項目 | キャラクタ | 音楽 | お買得度 | 操作性 | 熱中度 | オリジナリティ | 総合 |
| 得点 | 3.1        | 3.1  | 3.4      | 3.4    | 3.1    | 3.0            | 19.1 |